# Albert Nabonibo
Alberto Nabonibo es un cantante de gospel y contador, nacido en Gicumbi en los suburbios de Kigali, Ruanda. Thomson Reuters Foundation News describe a Nab0onibo como un artista popular, e info0rma que ha lanzado ocho canciones de gospel desde 2012. En agosto de 2019, llamó la atención internacional cuando se declaró gay, lo que generó tensión con las opiniones conservadoras anti-gay de África. Además, las iglesias en el país mayoritariamente cristiano afirman que ser LGBTQ es un pecado. Al salir del armario, se convirtió en el primer cantante de gospel abiertamente gay de Ruanda. PinkNews lo nombró como la octava “historia de salida del armario más impactante y conmovedora” de 2019, señalando “las reacciones negativas que inevitablemente enfrentaría”.

## Biografía
Albert Nabonibo nació en 1983 o 1984 en [Kacyiru y Grew en Gicumbi], uno de los cinco distritos de la Provincia del Norte, en Ruanda. Nabonibo ha estado activo en las iglesias pentecostalistas africanas, incluso como miembro del coro de la iglesia. Ha tenido cierto éxito desde 2014, incluidos «Umenipend»a y «Sogongera». Hasta agosto de 2019 ha tenido que mantener en secreto su orientación sexual y vivir una doble vida. Como sospechaba, Nabonibo se ha enfrentado a reacciones negativas en el trabajo, la familia y el acoso en la iglesia, lo que le ha llevado a retirarse de los tres.
El continente tiene algunas de las leyes más estrictas del mundo contra la homosexualidad y las personas LGBTQ; el sexo gay es un delito en la mayoría de los países, con penas que van desde prisión hasta la muerte.

## Actitudes de Ruanda hacia las personas LGBTQ
MamboOnline señaló que “si bien la homosexualidad es legal en Ruanda, sigue siendo un tabú en el país”, aunque en julio de 2019 se unió a un puñado de países africanos para votar a favor de un “m0andato del Experto Independiente de la ONU sobre la protección contra la violencia y la discriminación” para personas LGBTQ. Nabonibo salió del armario para poder “vivir normalmente y sin pretensiones”. Gay Times declaró que “no existen leyes para proteger a los residentes LGBTQ del discurso contra el odio o la discriminación en el lugar de trabajo. El matrimonio entre personas del mismo sexo no se reconoce”. En Ruanda, el “ código penal no restringe explícitamente las relaciones sexuales entre personas del mismo género, pero el matrimonio entre personas del mismo sexo está prohibido”, por lo que “muchas personas LGBTQ+ viven sus vidas en secreto para evitar el desprecio y el juicio de la sociedad”. Desde que habló abiertamente sobre su sexualidad, Nabonibo ha sido rechazado por familiares y amigos, y teme perder su trabajo de contador “porque ser abiertamente LGBTQ+ es extremadamente tabú”. El activista ruan0
dés de derechos humanos William Ntwali señaló que “si eres gay, los miembros de tu comunidad te condenan al ostracismo”. Human Rights Watch (HRW) dice que estos estigmas contra los homosexuales a menudo provienen de leyes de la era colonial en África (décad0as de 1870 a 1900). En el Reino precolonial de Ruanda “la homosexualidad era común entre los hombres hutus y tutsis ”. Según HRW, en septiembre de 2019, treinta y dos naciones africanas tienen leyes contra los homosexuales “que datan de la era colonial”. Un destacado defensor LGBTQ de Uganda, Frank Mugisha, caracterizó la reacción como un desperdicio de energía: "Si alguien decide amar a alguien de manera diferente, ¿en qué te duele?" Tanto el presidente Paul Kagame como el arzobispo Emmanuel Kolini han hecho declaraciones homofóbicas. Nabonibo obtuvo el apoyo del Ministro de Asuntos Exteriores, Olivier Nduhungirehe, quien escribió: “Todos los ruandeses nacen y siguen siendo iguales en derechos y libertades. La discriminación de cualquier tipo o su propaganda... están prohibidas y castigadas por la ley”, que proviene del artículo 16 de la Constitución de Ruanda. Nabonibo dice que hay muchos cristianos encerrados que temen salir del armario "debido a una posible discriminación y al temor por sus vidas".